# Door to Door (album)
Albums de The Cars
Heartbeat City
(1984) Move Like This
(2011)
Door to Door, sorti en 1987, est le sixième album studio du groupe de new wave américain The Cars. Le groupe se sépare l'année suivante.
L'album est certifié disque d'Or aux États-Unis.

## Titres
Toutes les chansons sont de Ric Ocasek, sauf Go Away, coécrite par Ocasek avec Greg Hawkes.
1. Leave or Stay – 2:55
2. You Are the Girl – 3:52
3. Double Trouble – 4:14
4. Fine Line – 5:22
5. Everything You Say – 4:52
6. Ta Ta Wayo Wayo – 2:52
7. Strap Me In – 4:22
8. Coming Up You – 4:18
9. Wound Up on You – 5:02
10. Go Away – 4:38
11. Door to Door – 3:17

## Musiciens
- Ric Ocasek : guitare rythmique, chant (1, 2, 4, 6, 7, 9, 11)
- Benjamin Orr : basse, chant (2, 3, 5, 8, 10)
- Elliot Easton : guitare solo, chœurs
- Greg Hawkes : claviers, chœurs
- David Robinson : batterie

## Certification comme disque d'Or
| Pays              | Ventes  | Certification | Date       |
| ----------------- | ------- | ------------- | ---------- |
| États-Unis (RIAA) | 500 000 | Or            | 21/10/1987 |